# 内藤泰弘

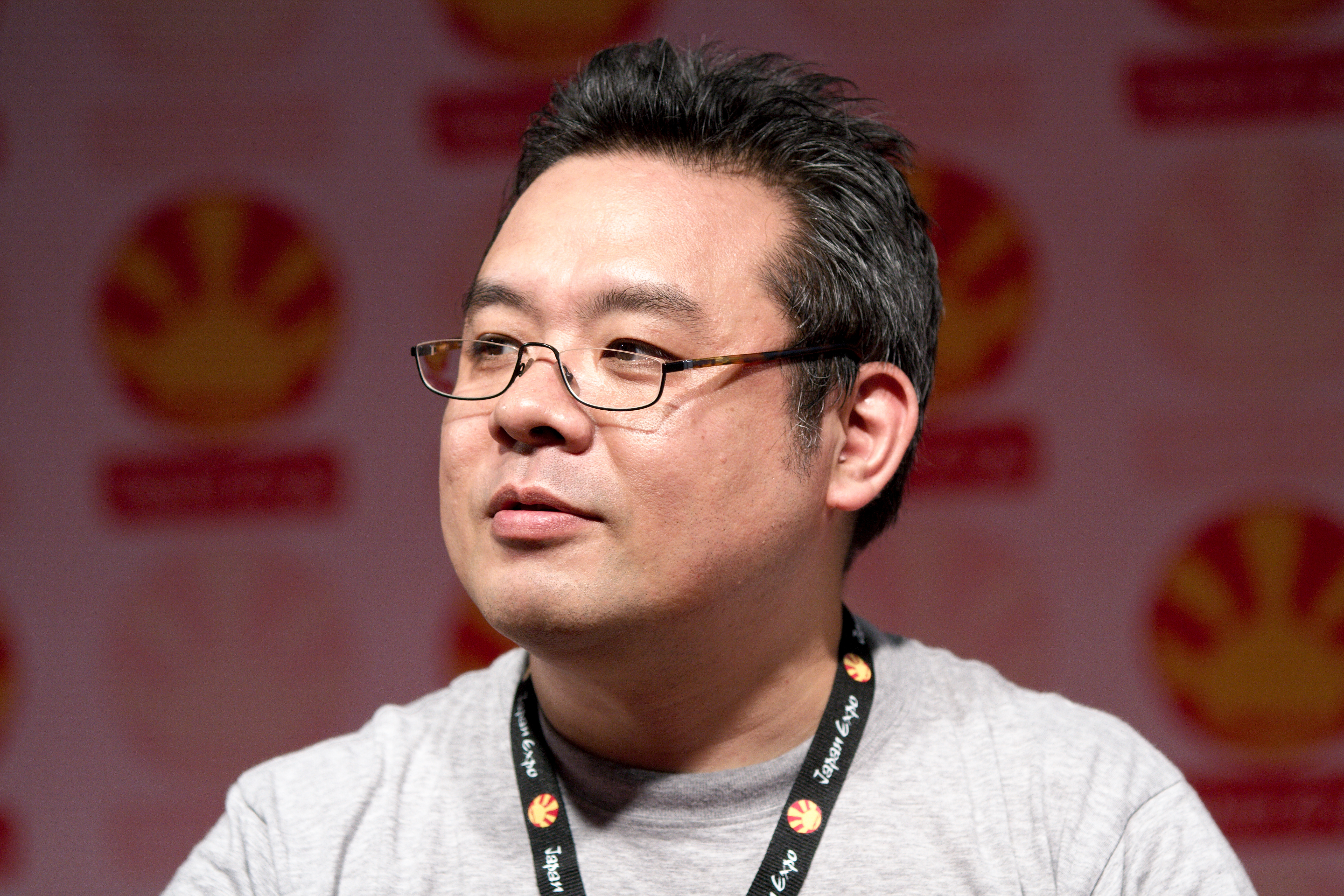
内藤泰弘於2011年 日本世博會

内藤泰弘（1967年4月8日—）是一個日本漫畫家及電子遊戲開發者。他創作了動畫及漫畫槍神。生於橫濱。他於小學時搬遷至橫須賀，並於靜岡縣度過中學生涯。
在漫畫槍神發佈前内藤學習社會科學和媒體學習。内藤成為漫畫家已有十一年，其作品近年於美國，全因其作品動畫版槍神於美國成功播放。
内藤也為Sega和Red Entertainment設計角色及故事。

## 作品
- 槍神Trigun (漫畫及動畫)
- Gungrave (角色和故事)
- 血界戰線 (漫畫)

## 外部連結
- 内藤泰弘在互联网电影资料库（IMDb）上的資料（英文）
- 内藤泰弘的X（前Twitter）